# 鸡冠鳚
鸡冠鳚（学名：Alectrias benjamini）为线鳚科鸡冠鳚属的鱼类。在中国，分布于黄海、渤海等海域。该物种的模式产地在日本。